# Xenocona pulchra
Xenocona pulchra là một loài bọ cánh cứng trong họ Cerambycidae.